# Marco Fannio
Marco Fannio figlio di Gaio (in latino: Marcus Fannius Caii filius) è stato un triumviro monetale romano
Secondo Crawford ha ricoperto la magistratura nel 123 a.C.. Sempre secondo Crawford uno degli altri triumviri monetali dell'anno è un C. Cato, che presumibilmente è il Gaio Porcio Catone che nel 114 a. C. ha ricoperto la carica di console. Nel testo di Crawford il magistrato è catalogato come 275.
Le sue monete sono anche catalogate, secondo Babelon come Fannia 1-3
Di Marco Fannio conosciamo un denario. La moneta presenta al dritto la testa elmata della dea Roma. Dietro la testa ROMA e sotto il mento il valore espresso col il numero X (dieci assi). È una delle prime monete che recalo la titolazione di Roma al dritto, dietro la testa, anziché al rovescio come in precedenza. Al rovescio la Vittoria alata su quadriga al galoppo a destra. Nell'esergo il nome del magistrato. 
Esistono anche due monete in bronzo: semisse e un quadrante; tutte e tre queste monete ci riportano la seguente iscrizione: M·FA͡N·C·F· (Marcus Fannius Caii filius).